# Henric al IV-lea al Sfântului Imperiu Roman
Henric al IV-lea (n. 11 noiembrie 1050, Imperial Palace of Goslar⁠(d), Saxonia Inferioară, Germania – d. 7 august 1106, Liège, Lotharingia Inferioară) aparținând dinastiei Saliene, a fost rege romano-german din 1054 până în 1084 (între 1054 și 1056 rege romano-german împreună cu tatăl său până la moartea acestuia, iar din 1062 s-a aflat sub regența mamei sale) și împărat al Sfântului Imperiu Roman din 1084 până în 1105.

## Biografie
Henric al IV-lea a fost fiul cel mare al împăratului Henric al III-lea și al soției sale, împărăteasa Agnes de Poitou.
Henric a fost ultimul rege romano-german din Evul Mediu care a urcat pe tron fiind încă minor. Ca și tatăl său, el considera că dreptul său de a cârmui se baza voința puterii divine. Această convingere a făcut dificilă cooperarea sa cu principii imperiali. Încă din ultimii ani ai domniei lui Henric al III-lea conflictele legate de participarea principilor imperiali la guvernare au generat o criză. Perioada în care Henric al IV-lea era minor, iar mama sa deținea regența, a fost folosită de principii imperiali, rivali în lupta pentru putere și influență, pentru a-și extinde posesiunile.
Când Henric a devenit major, a încercat să scape de influența principilor imperiali și să întărească drepturile suverane regale, bazându-se pe funcționarii statului (ministerialis) care deveniseră noua elită a societății. Henric a vrut să restabilească autoritatea regală în Ducatul de Saxonia prin construirea a numeroase cetăți ceea ce a avut ca urmare declanșarea rebeliunilor saxone. În același timp au început controversele cu papalitatea care dorea o reformă cu privire la relația dintre puterea spirituală și cea laică, și au culminat cu Controversa pentru învestitură. Urmare a conflictului deschis dintre Henric și papalitate a fost excomunicarea sa de către papa Grigore al VII-lea în 1076. Conflictul s-a încheiat cu penitența de la Canossa în 1077, regelui fiindu-i ridicată interdicția canonică. Nemulțumirea crescândă a principilor imperiali față de guvernarea lui Henric, a dus la alegerea antiregelui Rudolf de Rheinfelden (1077–1080) și respectiv a lui Herman de Salm (1081–1088).
Crizele provocate de hotărârile luate de Henric al IV-lea și de modul său de a guverna au slăbit fundamentul puterii regale. Imaginea unei continuități dinastice care legitima monarhia, a dispărut. Principiul participării principilor la guvernarea imperiului, pe care se baza de fapt alegerea regelui, și problema acceptării unui candidat comun, au câștigat importanță. Mormântul regal al Salienilor aflat în Domul din Speyer prezentat de Henric ca simbol al legăturii dintre pretenția la puterea regală și dinastie, nu a schimbat nimic. Controversa cu papalitatea reformatoare a arătat că regele nu era răspunzător față de Dumnezeu, ci putea fi judecat pe Pământ și chiar destituit.
Puțini conducători ai Evului Mediu au fost judecați atât de diferit de contemporanii lor. Susținătorii dinastiei saliene îl vedeau pe Henric al IV-lea ca reprezentant al puterii dat de Dumnezeu, în timp ce oponenții săi îl vedeau ca pe un tiran - o întruchipare a răului. Începând din secolul al XIX-lea el a fost adesea descris de istorici ca martir în lupta regalității, ca putere centrală, împotriva puternicei forțe a bisericii și a principilor germani. Cercetări recente au emis puncte diferite de vedere fără a se putea ajunge la un consens cu privire la împăratul Henric al IV-lea.

### Originea și copilăria

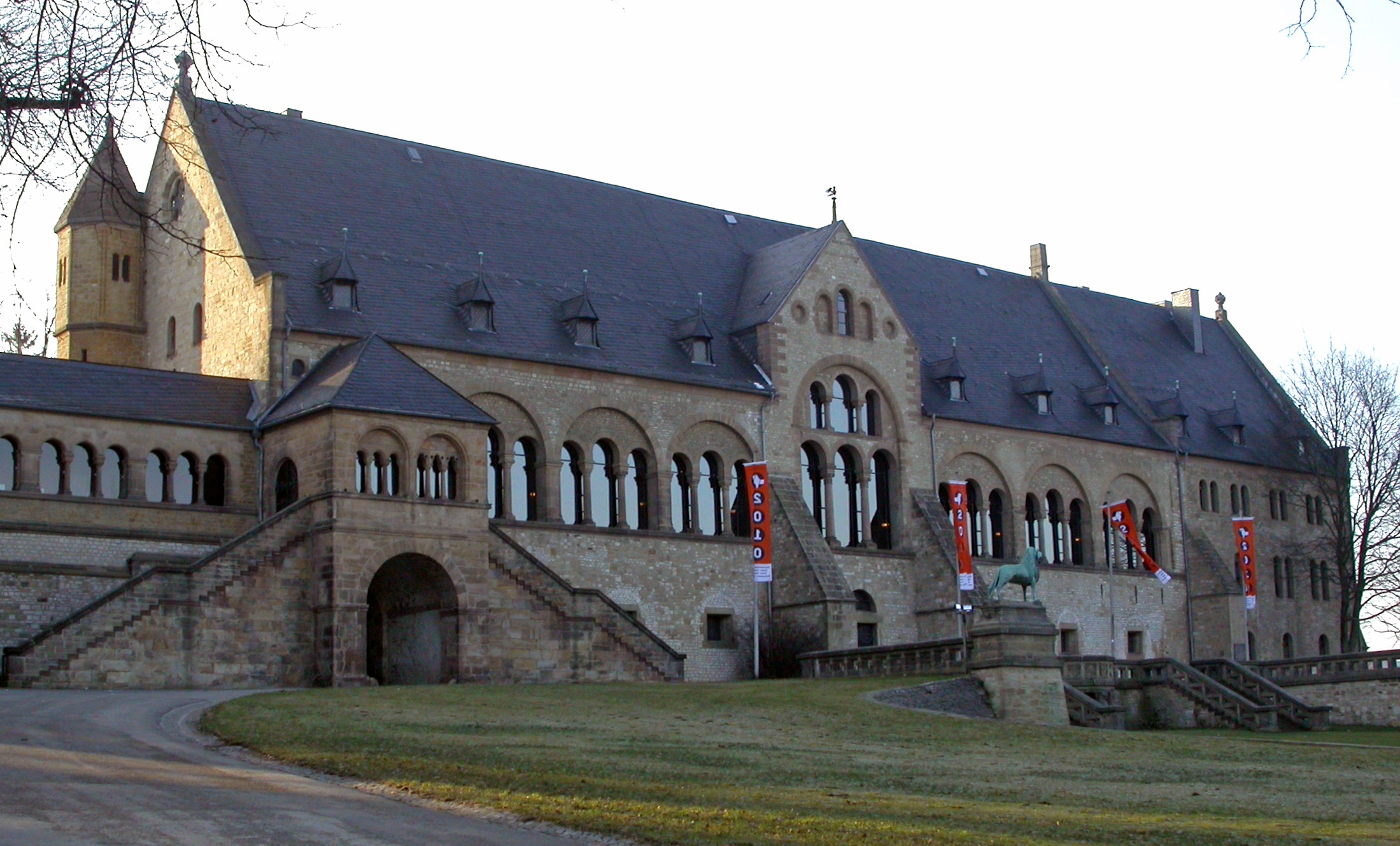
Palatul Imperial din Goslar (locul de naștere al lui Henric al IV-lea)

Pe 11 noiembrie 1050 Agnes de Poitou, a doua soție a împăratului Henric al III-lea, a născut în Palatul imperial din Goslar mult așteptatul moștenitor al tronului. Părinții i-au dat numele bunicului său, Conrad. Căsătoria împăratului cu Agnes produsese deja trei fiice: Matilda de Suabia (1045), Iudita de Suabia (1047) și Adelaida de Gandersheim (1048). La Crăciunul anului 1050 Henric al III-lea a cerut principilor imperiali să jure credință fiului său. De Paște, la Köln, arhiepiscopul Herman al II-lea l-a botezat pe micul Henric, ceea ce demonstrează legătura strânsă existentă la acea vreme între dinastia Saliană și Biserică.
Domnia lui Henric al III-lea fusese marcată de conflicte grave și de lungă durată cu principii imperiali. Henric al III-lea și-a impus cu strictețe puterea plasându-se astfel mult deasupra principilor. Prin această atitudine, guvernarea sa se deosebea mult de cea a dinastiei Ottoniene care fusese caracterizată de clemență. Conrad I al Bavariei, Gebhard al III-lea de Regensburg, Welf de Carintia și Gottfried cel Bărbos s-au revoltat împotriva modului autocratic de guvernare al lui Henric al III-lea care considera că poate fi judecat doar de Dumnezeu. În 1055 o conspirație a principilor Welf al III-lea al Carintiei și Conrad I al Bavariei (destituit în 1053), având ca scop înlocuirea lui Henric al III-lea cu Conrad I, s-a încheiat cu moartea celor doi lideri la sfârșitul aceluiași an.
În 1053 când împăratul a cerut ca fiul său să fie ales succesor la tronul imperial, principii au exprimat o rezervă fără precedent în istoria alegerilor regale datorită temerii că acesta va călca pe urmele tatălui său, și au pus condiția ca noul rege „să devină un conducător drept” (si rector iustus futurus esset). Pe 17 iulie 1054 arhiepiscopul Hermann de Köln l-a uns rege la Aachen pe Henric al IV-lea, care nu împlinise încă patru ani. Tot atunci Henric al III-lea a stabilit viitoarea căsătorie a fiului său. Ca urmare, în 1055 de Crăciun moștenitorul tronului a fost logodit cu Berta de Torino, cu un an mai tânără decât el, pentru a asigura loialitatea familiei viitoarei soții. Această familie reprezenta contraponderea necesară în raport cu margrafii de Toscana a căror moștenitoare, Beatrice de Bar, era căsătorită cu Gottfried cel Bărbos, un oponent al lui Henric al III-lea.

### Regența împărătesei Agnes
Henric al III-lea a murit în 1056. Pe patul de moarte, împăratul a cerut să fie confirmată succesiunea fiului său la tronul romano-german printr-o nouă alegere și l-a însărcinat pe papa Victor al II-lea să asigure această succesiune și să preia responsabilitatea îngrijirii moștenitorului tronului. Fost cancelar și episcop de Eichstätt, papa Victor al II-lea deținea o mare autoritate în imperiu. Succesiunea pare să fi fost finalizată fără vreo opoziție. După moartea împăratului, la Aachen papa l-a așezat pe micul Henric pe tronul lui Carol cel Mare. La începutul lunii decembrie papa s-a împăcat cu Gottfried cel Bărbos la dieta curții regale. Câteva săptămâni mai târziu, de Crăciun la Regensburg, papa a ajuns la o înțelegere cu rebelii din Bavaria, iar Agnes de Poitou, împărăteasa văduvă, a preluat guvernarea în numele regelui minor. Când papa Victor al II-lea a murit în vara anului 1057, regenta și-a pierdut cel mai important susținător, iar legătura cu forțele reformatoare ecleziastice din curia romană a fost întreruptă.
Preocupările legate de soarta imperiului au împins inițial interesele principilor în plan secundar. Domnia regelui minor nu a fost contestată. Principii au făcut numeroase concesii regentei  în scopul unei bunei guvernări. Agnes a păstrat Ducatul Bavariei și a primit dreptul de a desemna succesorul la tronul romano-german în cazul morții premature a lui Henric al IV-lea. Începutul regenței era promițător. În septembrie 1058 Agnes a reușit să încheie pace cu regele Andrei I al Ungariei. Treptat însă libertatea de acțiune i-a fost retrânsă de constrângeri politice. În 1057 Rudolf de Rheinfelden a răpit-o pe Matilda de Suabia, una dintre surorile lui Henric, forțând-o pe Agnes să-i dea Ducatul de Suabia. Acest pas l-a revoltat pe contele Berthold I de Zähringen deoarece Henric al III-lea îi promisese lui acest ducat. Agnes a trebuit să-l despăgubească în 1061 dându-i Ducatul Carintia care rămasese vacant. În același an Agnes a dat saxonului Otto de Northeim Ducatul Bavariei. Renunțarea la puterea directă asupra ducatelor menționate a redus simțitor veniturile curții regale, iar puterea noilor familii nobiliare a crescut.

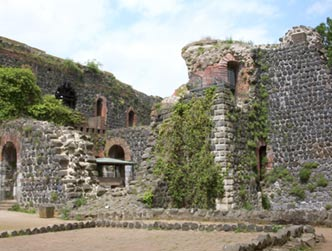
Ruinele Palatului Imperial din Kaiserswerth

În același timp a crescut influența funcționarilor regali asupra împărătesei văduve. Conrad I, fostul duce al Bavariei devenit funcționar regal, a preluat responsabilitatea educației regelui minor. Funcționarii regali au câștigat influență politică, iar rolul principilor în guvernare s-a redus. Din 1058 Agnes l-a favorizat pe consilierul ei, episcopul Henric al II-lea de Augsburg, încercând astfel să aducă echilibru în participarea nobilimii la guvernare. Persoane influente ca arhiepiscopul Anno al II-lea de Köln și arhiepiscopul Sigfrid de Mainz, s-au văzut ignorate.

### Disputele arhiepiscopilor pentru putere și influență

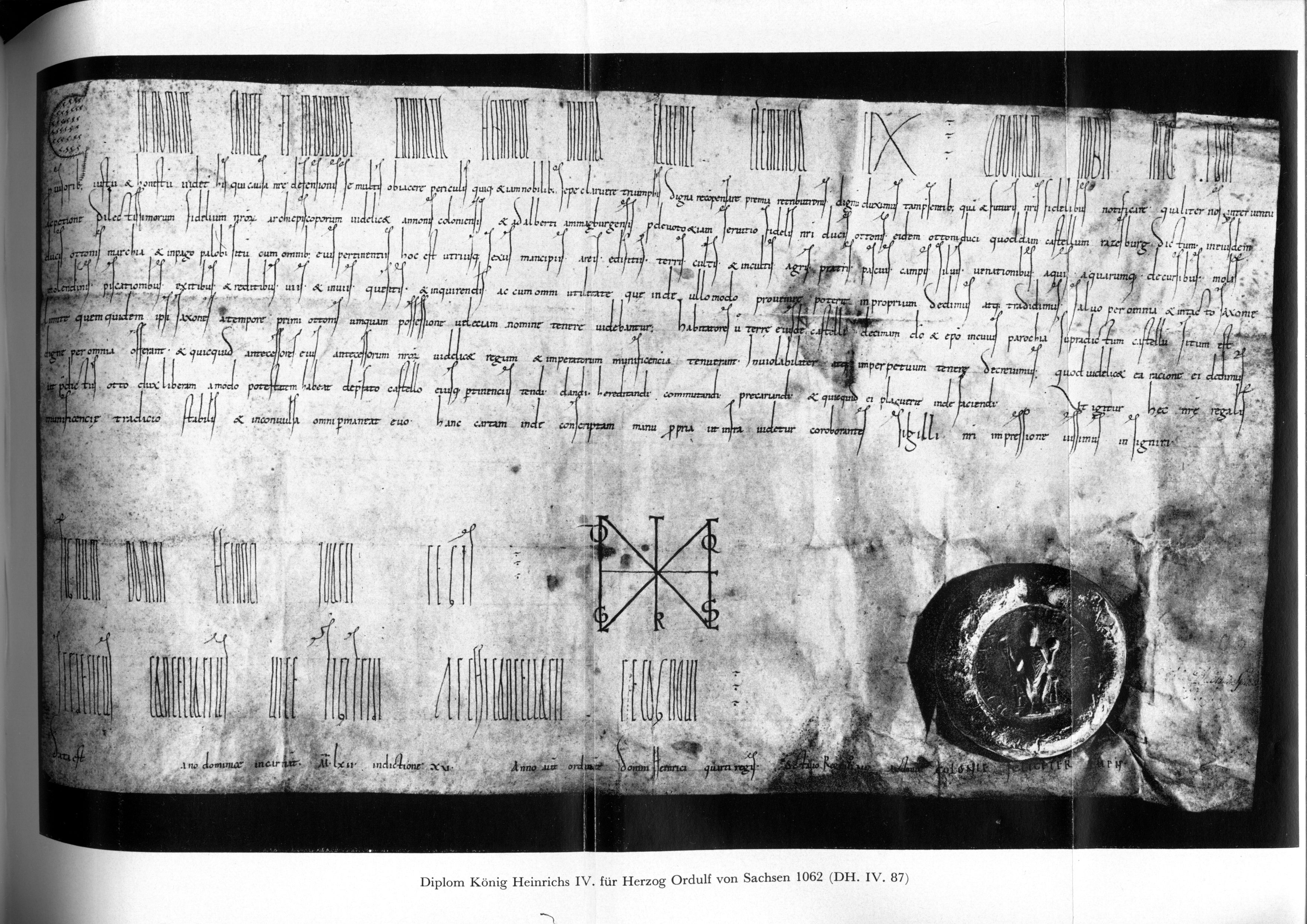
Document emis de Henric al IV-lea în 1062 pentru ducele Ordulf de Saxonia (Karlsruhe, Arhiva Generală a Statului)

În primăvara anului 1062 un grup de nobili laici și ecleziastici, conduși de arhiepiscopul Anno al II-lea de Köln, s-au unit pentru a-i înlătura pe episcopul Henric al II-lea de Augsburg și pe Agnes urmărind să preia controlul asupra regelui în vârstă de unsprezece ani. Conspiratorii, printre care ducele Otto de Bavaria și contele Ekbert de Brauschweig (în engleză Brunswick), alături de Anno al II-lea de Köln, l-au dus pe rege la Köln împotriva voinței sale, în timp ce mama lui se afla în cetatea Kaiserswerth. Principii au încercat astfel să-și recapete influența în guvernarea imperiului. Alte motive menționate de sursele istorice au fost preocuparea pentru educația regelui și pentru restabilirea ordinii în imperiu. Împărăteasa văduvă a decis să se retragă la mănăstire însă a amânat să pună în practică acest plan până când fiul ei a devenit major. Începând din 1064 Agnes apare din nou în mod regulat în documentele emise de fiul ei, Henric al IV-lea.

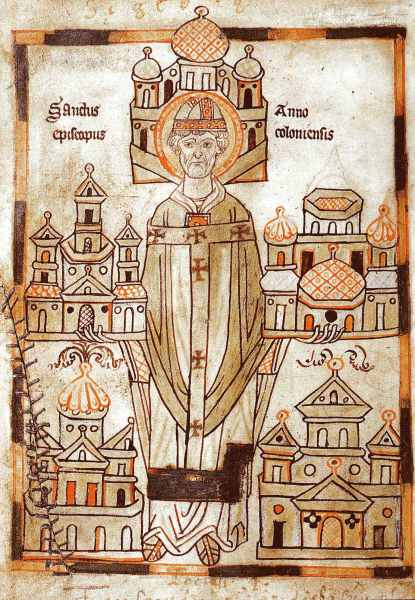
Vita Annonis Minor a arhiepiscopului Anno de Köln scrisă în timpul starețului Gebhard (1173-1185?) în cursul pregătirilor pentru canonizarea lui Anno; miniatură pe foiță (fol. 1v) - în picioare „Sanctus Anno episcopus Coloniensis” cu bisericile și mănăstirile fondate de el: Sf. Maria ad Gradus (1057) și Sf. Gheorghe (1067) din Köln, Mănăstirea benedictină Saalfeld în Turingia (1063) și Abația Grafschaft în Sauerland (1073), Mănăstirea benedictină în Siegburg (1064).

Arhiepiscopul Anno al II-lea de Köln a preluat educația lui Henric și puterea de a dispune asupra lui fiind astfel cel ce conducea guvernarea imperiului. Sub conducerea sa construcția Domului din Köln s-a extins rapid. Pe 14 iulie 1063 arhiepiscopul Anno a hotărât ca a 9-a parte din veniturile regatului și ale regelui să fie transferate Domului din Köln. Contemporanii au avut păreri diferite referitoare la Anno de Köln. Cronicarul Lampert de Hersfeld a apreciat anii în care acesta a condus guvernarea ca fiind o epocă de aur pentru imperiu, el îmbinând slujirea bisericii și conducerea imperiului într-un mod exemplar. În mod contrar, cronicarul Adam de Bremen l-a descris pe Anno ca fiind un principe avid de putere.
În 1065 Henric a fost declarat major primind spada ca semn al maturității legale și al capacității de a acționa politic. Gottfried cel Bărbos, rivalul tatălui său, a fost cel ce a avut rolul de a purta scutul în timpul ceremoniei. Prin acest act demonstrativ, el promitea supunere și loialitate regelui. Cât de tensionată fusese relația lui Henric cu educatorul său Anno al II-lea, a devenit evident când tânărul rege a încercat să-l atace după încheierea ceremoniei. Mama sa a reușit cu greu să-l oprească.
Chiar la începutul cârmuirii, Henric a făcut mai multe donații neobișnuit de mari. El a dat douăsprezece mănăstiri imperiale (Polling, Malmedy, Benediktbeuern, Limburg an der Haardt, St. Lambrecht, Corvey, Lorsch, Kornelimünster, Vilich, Niederaltaich, Kempten, Rheinau) principilor ecleziastici și laici cu intenția de a câștiga autoritate, prestigiu și loialitate. Influența arhiepiscopului Adalbert de Hamburg-Bremen a crescut în  1063 când a devenit consilierul favorit al regelui.
Favorizarea sa a zdruncinat încrederea principilor în tânărul rege și le-a stârnit ura. Anno al II-lea de Köln s-a aliat cu arhiepiscopii Siegfried de Mainz și Gebhard de Salzburg și cu ducii Rudolf de Rheinfelden, Otto al Bavariei și Berthold al Carintiei. Ca urmare, în ianuarie 1066 arhiepiscopul de Hamburg-Bremen a fost îndepărtat, regele alegând să-l destituie pentru a nu fi forțat să abdice.
Schimbările frecvente în sfera de influență de la curtea regală a lui Henric al IV-lea au generat o atmosferă de suspiciune, hărțuire și calomnie.
În 1066 Henric s-a căsătorit cu Berta de Savoia, cu care era logodit de zece ani, însă după scurt timp a încercat să se despartă de ea. Motivul cel mai sigur pentru desfacerea căsătoriei ar fi fost infidelitatea soției iar Henric ar fi putut să-și convingă un prieten să depună mărturie mincinoasă. Totuși, el a preferat să invoce neconsumarea căsătoriei dar fără succes. Legatul papal Petru Damiani a fost trimis de papa Alexandru al II-lea pentru a-l amenința pe rege cu excomunicarea și cu refuzul încoronării ca împărat ceea ce l-a convins pe Henric să renunțe. Deși Berta i-a dăruit ulterior doi fii, căsătoria lor a fost nefericită până la sfârșit. Cercul de consilieri ai regelui s-a schimbat din nou. Adalbert de Hamburg-Bremen și-a recăpătat importanța, iar Anno al II-lea de Köln și principii care erau de partea sa, au fost excluși din cercul apropiaților regelui. 

### Disputa cu Otto de Northeim (1070)
Disprețul arătat nobilimii saxone, bruscarea celor de rang înalt și favorizarea celor de rang inferior, precum și construirea de noi fortărețe pentru a-și întări puterea, s-au lovit de o rezistență acerbă. Henric a subapreciat puterea nobilimii saxone.
În 1070 Otto de Northeim, ducele Bavariei și unul dintre cei mai respectați principi ai Saxoniei, a fost acuzat de un anume Egeno din Konradsburg că a plănuit asasinarea regelui. Deși Egeno avea o proastă reputație, Henric a insistat ca ducele și acuzatorul să se dueleze. Comportamentul lui Henric a născut bănuiala că el însuși l-a instigat pe acuzator să mintă pentru a scăpa de ducele incomod. Deși Otto jucase un rol cheie în răpirea lui Henric cu mulți ani înainte, el fusese un apropiat al regelui în ultimii ani. Otto a respins acuzațiile și a cerut ca decizia regelui săi corectată printr-o judecată a principilor. Henric s-a opus și a insistat ca duelul să aibă loc. În august 1070 nobilimea saxonă l-a declarat pe Otto vinovat de lezmaiestate și ca urmare i-a fost retras Ducatul de Bavaria.
După ciocnirile violente din 1071 de la Goslar, Otto și susținătorii săi s-au supus. Fostul duce a fost închis, dar și-a recâștigat libertatea și proprietățile în anul următor. Regele însă l-a ținut prizonier mult timp pe susținătorul lui Otto, tânărul Magnus de Saxonia din familia Billungilor. Chiar și când tatăl acestuia, Ordulf, a murit iar Ducatul de Saxonia rămăsese fără cârmuitor, Magnus nu a fost eliberat. Probabil Henric dorea să-l forțeze pe Magnus să renunțe la dreptul său de succesiune în Ducatul de Saxonia și la proprietățile la care avea dreptul prin moștenire. În acest mod regele putea elimina caracterul ereditar al rangului de duce în Saxonia. După moartea lui Ordulf, Henric a ocupat Lüneburg, reședința ancestrală a Billungilor, cu funcționari regali (ministerialis) ai Suabiei. Magnus a fost eliberat abia după ce a fost pusă sub stăpânire cetatea Lüneburg.
Până atunci nu existase încă detenția nelimitată, care să se încheie doar după ce persoana renunța la puterea și la moștenirea sa. De regulă, detenția nobililor – cu sens mai mult simbolic – era de scurtă durată, iar funcțiile, feudele și alodiile îi erau returnate integral sau parțial după ce se supuseseră. Comportamentul neînduplecat al lui Henric a tensionat permanent relația cu saxonii și a fost una dintre cauzele rebeliunilor saxone.

### Rebeliunile saxone (1073–1075)

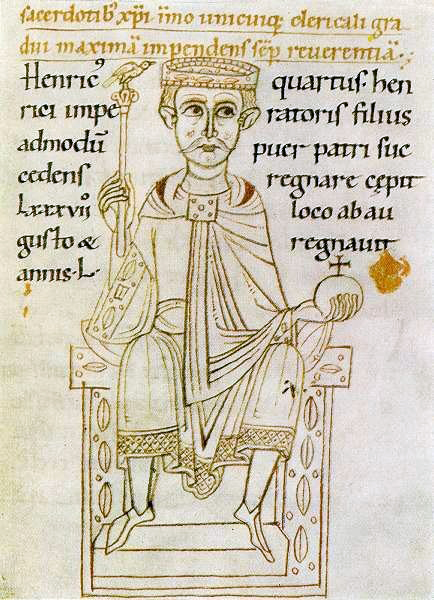
Henric al IV-lea (Cronica lui Ekkehard din Aura; c. 1112/1114, Cambridge, Corpus Christi College, MS 373, folia 60)

Cronicarii pro-saxoni Lampert de Hersfeld și Bruno de Merseburg relatează despre perioada premergătoare și desfășurarea rebeliunilor saxone. Astăzi istoricii consideră că problemele structurale și instituționale au fost cauza izbucnirii conflictelor. Henric Aal IV-lea a invocat drepturile regale ce fuseseră înstrăinate ca motiv pentru construirea noilor cetăți ca centre ale puterii și administrației regale. Acestea difereau fundamental de cetățile construite anterior în Saxonia, majoritatea fiind conduse de funcționari regali din Suabia care asigurau prezența autorității centrale și militare regale. Cea mai puternică cetate a fost Harzburg, la est de Goslar, unde în august 1071 Henric l-a înmormântat pe fratele său care murise în 1055 și, de asemenea, pe primul său fiu. Astfel Cetatea Harzburg a primit caracterul de castel principal al regelui, locul regal de înmormântare în Domul din Speyer jucând astfel un rol secundar.
Manifestarea puterii suveranului în estul Saxoniei, mai ales în regiunea Harz, s-a lovit de opoziția puternică a populației care era nevoită să muncească pentru străini între care și funcționari regali. Conflictele au culminat cu acuzația că Henric a încălcat drepturile saxonilor amenințându-le libertatea. Multă vreme istoricii au presupus că regele a încercat prin această politică să recâștige drepturi și proprietăți regale ce fuseseră cedate nobilimii în perioada tranziției de la dinastia Ottoniană la cea Saliană. Rezultatele cercetărilor recente arată că doar puține proprietăți regale fuseseră pierdute efectiv în această perioadă.
După plângeri repetate, Henric i-a chemat pe nobilii saxoni pentru negocieri la Goslar în 1073. Nobilii au venit în zadar căci regele a preferat să-și petreacă ziua jucând zaruri, ignorându-i pe cei ce-l așteptau. A doua zi ei au aflat că regele părăsise deja cetatea. Se pare că acesta a fost motivul declanșării primei rebeliuni. În noaptea următoare nobilii saxoni au pus la cale un complot.
În iulie 1073 saxonii au convocat o adunare la Hoetensleben unde plângerile împotriva felului în care regele cârmuia urma să fie discutat public. Principala vină adusă regelui de Otto de Northeim era construirea cetăților care aveau ca scop restrângerea libertăților saxonilor. Referitor la anul 1074, cronica lui Lampert de Hersfeld relatează pentru prima dată că, după consultarea cu principii, imperiul puternic amenințat, trebuia să capete un nou conducător unanim acceptat.
După ce oastea saxonilor a ajuns în fața cetății Harzburg, regele a fost forțat să fugă după negocieri puțin cordiale. În perioada următoare el nu a reușit să-i mobilizeze pe principii din sudul teritoriilor germane și din Lorena împotriva rebelilor saxoni și a trebuit să cedeze. Pacea de la Gerstungen, încheiată în februarie 1074, a stabilit ca Henric să distrugă cetățile pe care le ridicase în Saxonia și Turingia, să returneze tot ceea ce confiscase și să recunoască legea saxonă.
Această pace a fost de scurtă durată deoarece saxonii, supărați că distrugerea cetății Harzburg se lăsase așteptată prea mult timp, au luat ei înșiși inițiativa. Când cetatea a fost distrusă, mormintele Salienilor aflate acolo au fost profanate. Regele a cerut răzbunare fiind susținut de mulți principi imperiali. Henric a reușit să adune o armată mare pentru campania sa împotriva rebelilor saxoni. Pe 9 iunie 1075 regele a învins în Bătălia de la Homburg an der Unstrut. În octombrie cea de-a doua campanie a fost decisivă, iar conducătorii rebelilor (arhiepiscopul Werner de Magdeburg, episcopul Burchard de Halberstadt, Otto de Northeim și Magnus Billung al Saxoniei) s-au supus. Sursele pro-saxone au considerat o încălcare a regulii faptul că Henric nu i-a iertat imediat pe rebeli ci i-a închis pe conducători lor ceea ce era un mod neobișnuit de a închide conflictul. Henric a reușit să-i determine pe nobilii prezenți să-l aleagă ca succesor la tronul imperial pe fiul său, Conrad, născut pe 12 februarie 1074.

### Conflictul cu papa Grigore al VII-lea

#### Papalitatea reformatoare

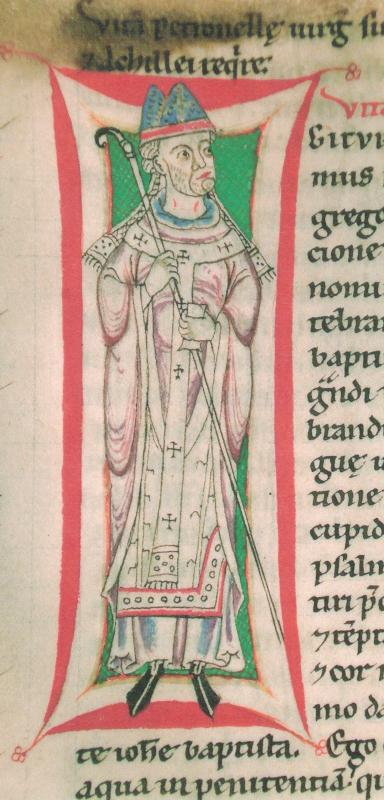
Papa Grigore al VII-lea (Vita Gregorii VII. Paul von Bernried, Mănăstirea Heiligenkreuz, Biblioteca Abației, Cod. 12, folia 181).

Rezultatul cel mai important al Conciliului Lateranului din 1059 condus de papa Nicolae al II-lea, a fost decretul conform căruia cardinalii episcopi urmau să aibă rolul decisiv în alegerea papei. Probabil măsura nu era îndreptată împotriva împăratului, ci împotriva încercărilor nobililor de a influența alegerea papei. Deoarece după moartea lui Henric al III-lea promisiunile nu fuseseră urmate de fapte, papa Nicolae al II-lea a schimbat tactica încheind o alianță cu normanzii din sudul Italiei, cărora anterior li se opusese energic. Ca urmare, Richard de Capua și Robert Guiskard au primit ca feude papale teritoriile pe care le cuceriseră.
Prin reformă clerul și laicii au fost obligați să respecte normele impuse de Biserică ceea ce a dus în mod inevitabil, la creșterea autorității papalității.
Invitațiile făcute lui Henric în 1065 și apoi în 1067 de papa Alexandru al II-lea pentru încoronarea ca împărat romano-german, nu au putut fi onorate ceea ce a mărit distanța dintre regalitate și papalitate.
În 1072 o problemă de învestitură locală a iscat o nouă dispută. Conflictele sângeroase izbucnite în Arhidieceza de Milano datorită reformării bisericii, au avut ca urmare demisia arhiepiscopului. Henric a numit un nou candidat, dar papa care favoriza un altul, a considerat decizia regelui un afront și a excomunicat cinci dintre consilierii acestuia la Sinodul de la Roma în 1073 sub acuzația de practică a simoniei. Un conflict deschis a fost împiedicat doar de moartea papei Alexandru al II-lea în același an. Clericul Hildebrand a fost numit papă sub numele Grigore al VII-lea fără a fi respectate prevederile regulamentului privind alegerea papei. Hildebrand jucase și anterior un rol major în politica papală și ca papă a continuat lupta pentru reformarea Bisericii. Prin Dictatus Papae emis în martie 1075, Grigore al VII-lea a stabilit principiile unei depline autorități papale (Plenitudo potestatis). 
Inițial papa Grigore al VII-lea îl considera pe Henric aliat în reformarea Bisericii. Henric, care se afla în conflict cu saxonii, nu-și putea permite un conflict cu papa și a făcut concesii pentru a câștiga timp. Papa a crezut într-o cooperare pașnică cu regalitatea și a trecut cu vederea faptul că, deși Henric se arătase evlavios, cuvintele lui nu erau urmate de fapte.

#### Excomunicarea (1076)
Sub impresia victoriei sale asupra saxonilor, Henric a început o politică foarte activă privind Regatul Italiei, contrară intereselor papalității și promisiunilor sale anterioare. Pe 28 septembrie 1075, nesocotind dorința papei, regele l-a învestit pe clericul Tedald cu Arhiepiscopia Milano. Au urmat alte decizii provocatoare prin numirile făcute în eparhiile Fermo și Spoleto. În prima zi a anului 1076 regele a primit o scrisoare a papei Grigore al VII-lea prin care acesta cerea ascultare și îi reproșa viața păcătoasă pe care o ducea. Henric sărbătorea în Palatul regal din Goslar succesul militar împotriva saxonilor și alegerea fiului său, Conrad, care încă nu împlinise doi ani, ca succesor la tronul imperial. Făcând publice amenințările papei, Henric a încălcat regulile gestionării diferendelor și a provocat escaladarea conflictului. La dieta imperială ținută la Worms pe 24 ianuarie 1076, Henric împreună cu arhiepiscopul Sigfried de Mainz, arhiepiscopul Udo de Trier și alți 24 de episcopi, l-au acuzat pe Grigore al VII-lea că se instalase ca papă contrar deciziei de alegere a papei încălcând, de asemenea, jurământul propriu de a nu accepta să fie ales papă. Pentru a sublinia că Grigore nu a fost niciodată un papă legitim, Henric i s-a adresat cu numele de botez, Hildebrand. În introducere și în încheiere Henric s-a referit la dreptul său divin, ca ales al lui Dumnezeu - singurul în fața trebuia să dea seamă. Lista lungă de acuzații se încheia cu îndemnul: „Eu Henric, rege prin voia lui Dumnezeu, îți spun împreună cu toți episcopii mei: „Coboară, coboară!”
Papa Grigore al VII-lea nu s-a lăsat impresionat și pe 22 februarie 1076 la Sinodul de la Roma l-a detronat pe rege, l-a excomunicat, i-a eliberat pe toți creștinii de jurămintele de credință făcute acestuia și a fixat un termen limită pentru anularea excomunicării: 1 august 1076. În fața episcopului Herman de Metz, papa a justificat excomunicarea și destituirea lui Henric spunând că acesta era „un om care disprețuia credința creștină, un devastator al Bisericii și al imperiului, instigator și tovarăș al ereticilor”.
Efectul extraordinar al acestor măsuri rezultă din cuvintele canonicului Bonizo din Sutri: „Când vestea excomunicării regelui a ajuns la urechile poporului, întreaga noastră lume s-a cutremurat.” Papa Grigore a impus sancțiuni episcopilor oponenți și l-a destituit pe arhiepiscopul Siegfried de Mainz, expulzând din Biserică pe episcopii italieni, susținători ai lui Henric.

#### Penitența de la Canossa (1077)

Matilda de Canossa și Hugh de Cluny ca avocați ai lui Henric al IV-lea (Vita Mathildis din Donizio, c. 1115, Vatican City, Biblioteca Apostolica Vaticana, Ms. Vat. lat. 4922, fol. 49, 50)

Henric a aflat despre excomunicarea și destituirea sa de Paște la Utrecht. Episcopul Wilhelm I de Utrecht, un critic aspru al papei Grigore la dieta de la Worms, și alți câțiva episcopi participanți la acea dietă, au murit în scurt timp. Catedrala din Utrecht a ars după ce a fost lovită de un fulger. Toate acestea au fost considerate de oponenții lui Henric semne ale mâniei lui Dumnezeu. După scurt timp, arhiepiscopii de Mainz și de Trier, precum și episcopii de Strasbourg, Verdun, Münster, Utrecht, Speyer, Basel și Konstanz, s-au distanțat de Henric, deși îl susținuseră la Dieta de la Worms. Adunarea curții la Rusaliile din 1076, unde papa Grigore urma să fie destituit, nu a avut suficienți participanți fiecare temându-se pentru propria poziție. Cei 16 episcopi numiți de Henric până în 1076 fuseseră toți capelani ai curții. Unii dintre episcopii numiți de el întâmpinaseră opoziție în bisericile episcopale, de exemplu în Worms, Speyer, Konstanz, Bamberg și Köln. Fără recunoaștere și sprijin, acești episcopi nu-și puteau impune puterea și conducerea. În vara anului 1076 grupul susținătorilor lui Henric rămăsese foarte mic.
Puternicii duci Welf I de Bavaria, Rudolf de Rheinfelden și Berthold al II-lea de Carintia s-au aliat împotriva lui Henric și împreună cu susținătorii lor s-au alăturat saxonilor și puținilor clerici gregorieni din clerul german. La 16 octombrie 1076 principii s-au întâlnit la Trebur pentru a discuta soarta ulterioară a imperiului și a regelui fără ca acesta să fie prezent. Între altele, el a fost învinuit că nu i-a implicat suficient pe principii imperiali în procesul de luare a deciziilor. Henric se afla cu armata sa de cealaltă parte a Rinului, în Oppenheim. Principii l-au informat că îl vor destitui dacă papa nu îi va ridica excomunicarea până la data limită fixată. După lungi negocieri, Henric a promis că va arăta papei obediență, iar principii au amânat să aleagă alt rege. O hotărâre urma să fie luată pe 2 februarie 1077 la Augsburg. 
Datorită ultimatumului, Henric trebuia să ajungă în Italia în iarna 1076–1077 pentru a-l îndupleca pe papă să-i ridice excomunicarea. Ducii Welf I de Bavaria, Rudolf de Rheinfelden și Berthold al II-lea de Carintia blocaseră prin trecătorile alpine. Singura cale de acces posibilă pentru Henric rămăsese doar periculosul pas Mont Cenis din Burgundia. Cronicarul Lampert de Hersfeld a oferit povestea dramatică a acestei călătorii prin Alpii în timpul iernii: familia regală a trecut pasul montan cu o suită restrânsă; bărbații s-au târât în genunchi; femeile au fost trase pe gheață pe piei de vită; majoritatea cailor au murit. După ce a primit vestea că regele excomunicat se afla deja în Italia, papa Grigore s-a retras în Castelul Canossa al Matildei de Toscana. Henric a sosit la porțile castelului nu în fruntea unei armate ci ca penitent purtând ciliciu, desculț și fără însemnele autorității sale, implorând milă.
Hugo, starețul Abației Cluny, și Matilda de Toscana au fost mediatori în procesul de reconciliere. 
Pe 28 ianuarie Henric a primit absolvirea. El a jurat că va accepta ca principii să controleze cum își exercita funcția și cum își ducea viața personală, așa cum fusese hotărât la Trebur. 
Unii cercetători consideră penitența de la Canossa o mișcare tactică a regelui pentru a evita destituirea și nu un act de pocăiță. Părerile istoricilor au rămas împărțite. În 2008 Johannes Fried a prezentat o nouă interpretare a evenimentelor: după ce regelui i s-a ridicat excomunicarea, Henric și papa Grigore au încheiat un tratat de pace astfel încât ceea ce s-a întâmplat la Canossa nu a fost o umilire, ci mai degrabă ca un mare succes al lui Henric.

### Perioada antiregilor (1077–1080)
Principii oponenți nu l-au mai acceptat pe Henric ca rege după ridicarea interdicției sale canonice. Ei conveniseră deja destituirea regelui și alegerea unui succesor înainte de episodul de la Canossa. În martie 1077 la Forchheim principii din teritoriile germane sudice: ducele Otto de Northeim, arhiepiscopii Siegfried de Mainz, Werner de Magdeburg, Gebhard de Salzburg și episcopii de Worms, Würzburg, Passau și Halberstadt l-au ales pe Rudolf de Rheinfelden „rege, călăuză și protector al întregului imperiu”. Principii aleseseră liber regele pe care îl considerau cel mai potrivit pentru bunăstarea imperiului și l-au destituit pe cârmuitorul căruia îi juraseră credință. Rudolf de Rheinfelden se obliga să numească episcopii aleși de principi. Pe 26 martie 1077 el a fost încoronat de arhiepiscopul Siegfried în Mainz. Noul rege s-a aflat mai ales în Saxonia, unde se bucura de mare încredere și sprijin.

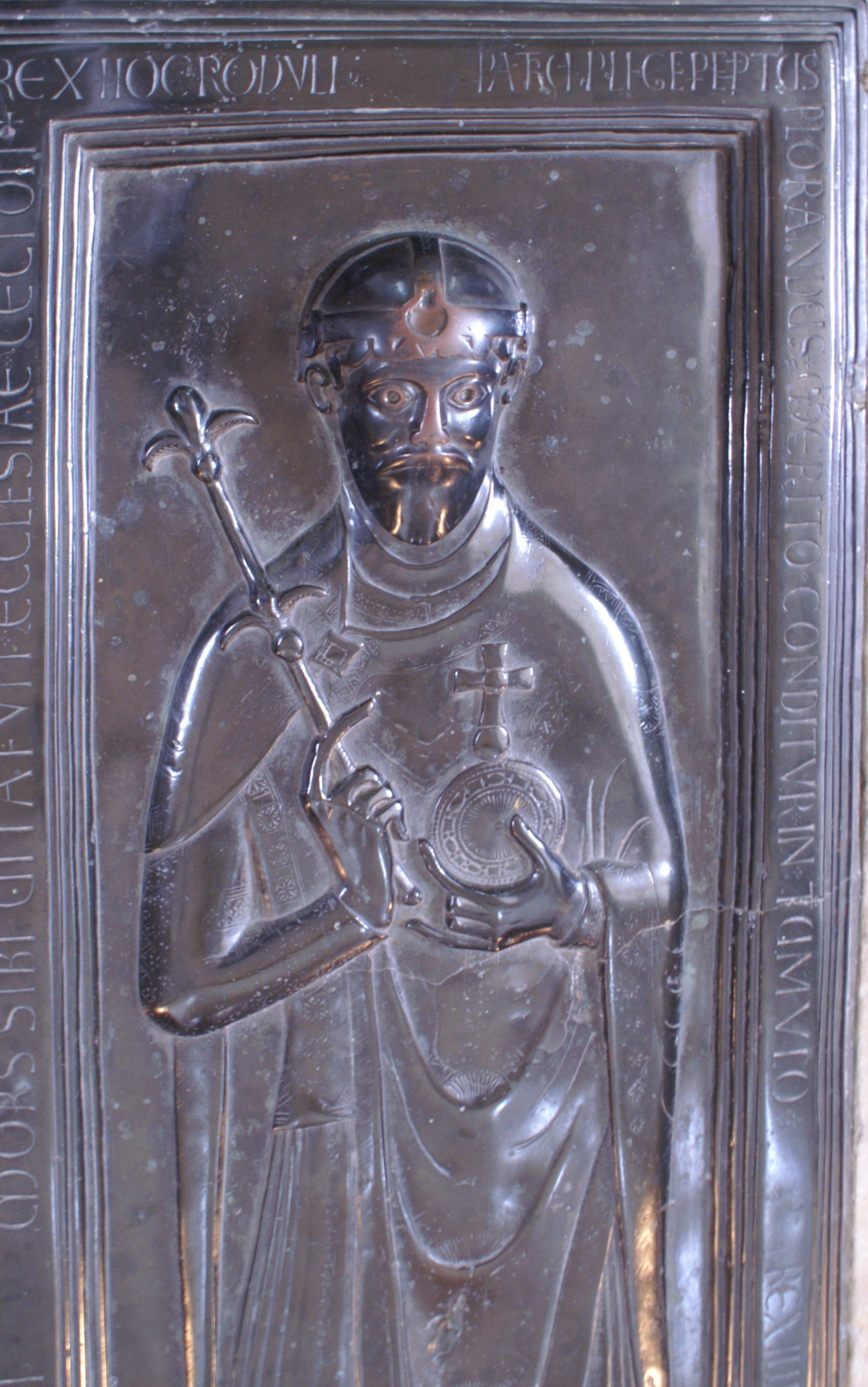
Piatra funerară a lui Rudolf de Rheinfelden din Catedrala Merseburg este cea mai veche piatră funerară din bronz din Europa Centrală, inițial aurită și încrustată cu pietre prețioase. Piatra funerară poartă inscripția: Regele Rudolf, ucis pentru legea tatălui său, regretat pentru meritele sale, este îngropat aici. Fiind rege, dacă ar fi cârmuit în timp de pace, nimeni nu ar fi fost comparabil cu el de la Charles cu mintea și sabia. Acolo unde ai lui au învins, a căzut, victimă sfântă a războiului. Moartea i-a dat viață: pentru biserică s-a scufundat.

Henric a reacționat hotărât în fața acestui pericol și la Dieta de la Ulm în același an i-a destituit pe Rudolf de Rheinfelden și pe cei doi duci din teritoriile germane sudice care trecuseră de partea acestuia, Welf al IV -lea al Bavariei și Berthold al II-lea al Carintiei, retrăgându-le ducatele. Astfel, Suabia și Bavaria se întorceau sub controlul imperiului. Henric a dat Ducatul de Carintia lui Liutold de Eppenstein și doi ani mai târziu, în 1079, a dat Ducatul de Suabia lui Frederic de Büren (familia Hohenstaufen) care s-a logodit cu Agnes, fiica sa.
În același timp Rudolf de Rheinfelden, susținut de Welf al IV -lea, a dat titlul de Duce al Suabiei fiului său, Berthold. O dublă regalitate avea ca urmare o dublare a conducătorilor ducatelor.
În aceste condiții papa Grigore a încercat să păstreze o poziție neutră pentru a putea acționa ca arbitru al conflictului însă trimișii papali nu i-au ușurat rolul. Unul dintre ei i-a impus lui Henric interdicția canonică la sfârșitul anului 1077. Rudolf de Rheinfelden era considerat reprezentantul „partidei papale” în timp ce Henric era sprijinit din ce în ce mai mult de mica nobilime, cetățeni, fermieri și clerici inferiori. Mulți dintre acești clerici se aflau de partea lui Henric mai ales datorită reformei papale care urma să le impună celibatul.
Tactica politico-militară a lui Henric urmărea să distrugă legătura dintre Suabia (unde Rudolf se bucura de susținere majoritară) și Saxonia (teritoriu oponent lui Henric de mult timp). Conflictele militare dintre 1078 și 1080 nu au clarificat situația, iar Henric nu a dovedit mai mult talent militar decât anterior însă și-a ales mai bine principii pe care se putea bizui. Între aceștia s-a numărat și Vratislav al II-lea al Boemiei căruia în 1085 i-a acordat titlul regal. Prin această apropiere dintre dinastia Saliană și viitoarea dinastie Přemyslid, dezvoltarea Boemiei a primit un nou impuls.
Bătălia decisivă dintre cei doi regi a avut loc la 15 octombrie 1080 în Turingia pe valea râului Elster. Armata lui Henric a fost învinsă, însă Rudolf a pierdut în luptă o mână și a murit în aceeași zi. A fost prima bătălie dramatică pentru coroana imperială. Faptul că Rudolf și-a pierdut mâna dreaptă - mâna jurământului - a fost privit de susținătorii lui Henric ca o pedeapsă dată de Dumnezeu pentru trădare, însă adepții lui Rudolf au prezentat moartea acestuia ca o jertfă adusă Bisericii.
Opoziția saxonilor față de Henric nu a dispărut nici după moartea lui Rudolf de Rheinfelden. Se spune că regele le-a promis saxonilor să nu mai pună piciorul în țara lor, dacă ar fi admis ca fiul său, Conrad, să moștenească tronul imperial. Clericul Bruno din Merseburg povestește că Otto de Northeim a refuzat această ofertă motivând că fiul nu putea fi mai bun decât tatăl său. După sfârșitul dublei regalități, Henric a plănuit o campanie în Italia împotriva papei Grigore al VII-lea, însă consilierii săi au considerat că o absență îndelungată ar fi fost prea periculoasă înainte de a fi negociată și stabilită o pace cu saxonii. Deși încercările de a ajunge la un rezultat pozitiv au eșuat, Henric a plecat spre Italia. Din nou partida anti- saliană a ales ca rege pe contele Herman de Salm în august 1081 la o adunare princiară rareori frecventată, în Ochsenfurt, însă în afara Saxoniei această alegere a rămas fără efect.

### Încoronarea lui Henric și sfârșitul papei Grigore al VII-lea
Deoarece papa Grigore cerea aplicarea strictă a interdicției învestiturii, majoritatea episcopatelor s-au alăturat regelui la adunările din Bamberg și Mainz. Imaginea papei a fost afectată după ce el a impus din nou interdicția canonică lui Henric în 1080. Papa Grigore prezisese căderea lui Henric până la 1 august 1080, și dacă profeția nu s-ar fi împlinit ceruse expulzarea lui. În iunie 1080 la Conciliul de la Brixen, Wibert (arhiepiscop de Ravenna din 1072) a fost ales antipapă sub numele Clemens al III-lea.

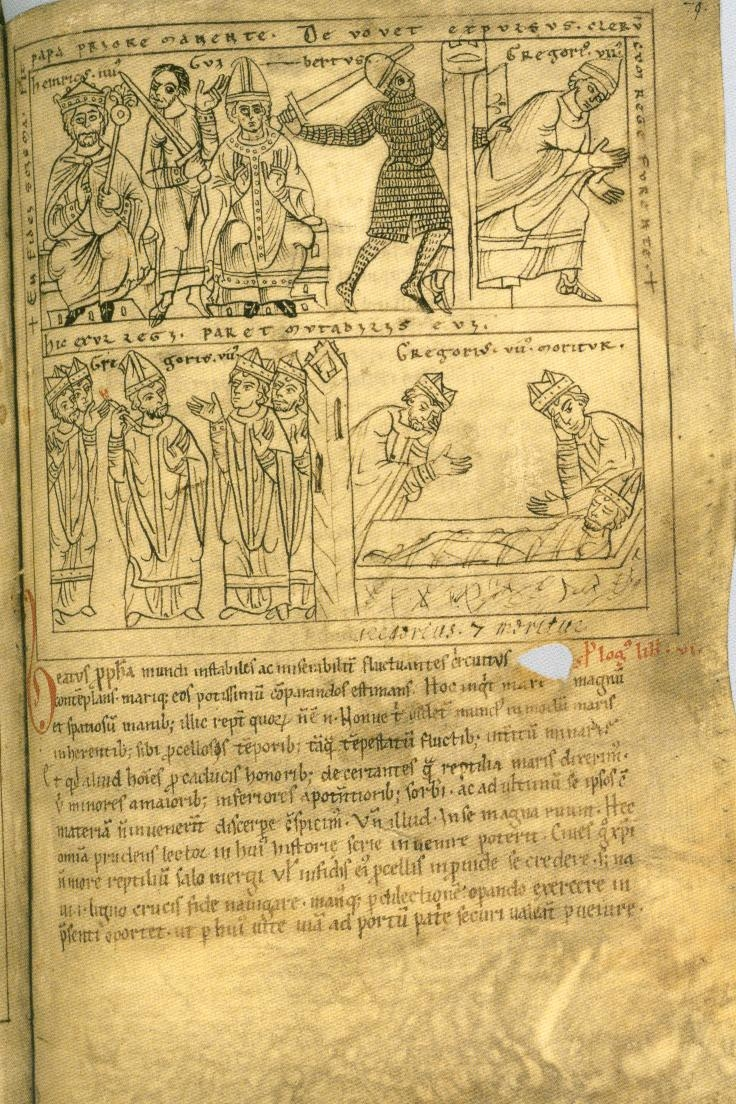
Fuga papei Grigore al VII-lea din Roma în 1084 (sus), exilul și moartea lui Grigore la Salerno (1085) (jos) (Otto de Freising Weltchronik, 1177–1185, Jena, Biblioteca de stat universitară din Turingia, Ms. Bos. q. 6, fol. 79)

La Rusaliile din 1081 Henric a ajuns lângă zidurile Romei, dar romanii au fost de partea papei Grigore și porțile orașului au rămas închise. Oastea lui Henric a rămas lângă zidurile Romei timp de câteva săptămâni devastând împrejurimile. Căldura verii l-a determinat pe Henric să–și retragă oastea, dar la începutul anului 1083 a revenit. Henric a reușit să cucerească Roma în 1084. După ce 13 cardinali, care nu mai acceptau stilul autocratic de guvernare al papei Grigore, au trecut de partea lui Henric, sinodul din 21 martie 1084 l-a excomunicat. Principala acuzație a fost crima de lezmajestate prin recunoașterea antiregelui Rudolf de Rheinfelden. Imediat papa Clemens al III-lea i-a încoronat pe Henric și pe soția sa în Duminica Paștelui. La scurt timp după încoronare, împăratul a emis pe 24 mai 1084 o diplomă conform căreia legătura sa cu divinitatea nu necesita o intermediere și, mai ales, nu pe cea a papei.
Grigore al VII-lea spera în intervenția ducelui normand Robert Guiscard, pentru care puterea imperială în Italia reprezenta o piedică în calea consolidării stăpânirii sale. În mai 1084 normanzii au ajuns la Roma, dar nu doar pentru a-l ajuta pe Grigore. Oastea lui Henric a părăsit orașul. Trupele lui Robert Guiscard l-au eliberat pe Grigore, dar au jefuit orașul și l-au incendiat. Ca urmare, Grigore a părăsit Roma și s-a retras întâi la Monte Cassino, apoi la Salerno unde a murit un an mai târziu, pe 25 mai 1085. Nici în exil el nu a renunțat la principiile și ideile sale. Se spune că ultimele sale cuvinte au fost: „Am iubit dreptatea și am urât pe cei lipsiți de Dumnezeu, de aceea mor în exil.”  În acest timp Henric se afla deja la Würzburg în luptă pentru îndepărtarea contelui Herman de Lüzelburg care, după Rudolf de Rheinfelden, era al doilea antirege german.  Henric l-a lăsat pe fiul său minor, Conrad, în nordul Italiei ca semn al prezenței regalității saliene.

### Consolidarea puterii și continuarea crizei (1080–1100)
La Mainz în octombrie 1084  Henric l-a numit pe Wezilo arhiepiscop de Mainz, reafirmându-și astfel pretenția la dreptul de învestitură. Apoi s-a întors împotriva episcopului Herman de Metz. Episcopatul Metz și orașul s-au supus împăratului. Herman a fost demis în mai 1085 la Conciliul de la Mainz. Alți cincisprezece episcopi adepți ai papei Grigore au fost destituiți și excomunicați. Apoi a fost proclamată o „pace divină” adică o încetare a conflictelor armate - rezultat al unui efort comun al forțelor laice și ecleziastice.
În 1085 în Turingia au avut loc noi negocieri cu saxonii în urma cărora susținătorii lui Henric au devenit mai puternici. După moartea celor mai importanți conducători ai saxonilor, Otto de Northeim (1083) și episcopul Burchard de Halberstadt (1088), opoziția saxonă s-a prăbușit treptat. Henric nu a putut supune definitiv Saxonia, dar în 1088 a încheiat un acord de pace cu saxonii.
În 1087 la Aachen Conrad, fiul lui Henric, a fost încoronat rege romano-german pentru a fi asigurată succesiunea dinastiei Saliene. Berta, soția lui Henric, a murit în același an și pe 14 august 1089 împăratul s-a căsătorit la Köln cu Praxedis de Kiev, fiica marelui duce Vsevolod I al Kievului și văduvă a margrafului Henric de Stade. Această căsătorie avea probabil scopul de a consolida tratatul de pace negociat în 1088 cu episcopii și principii saxoni. Arhiepiscopul Hartwig de Magdeburg, un fost oponent al lui Henric, a încoronat-o împărăteasă pe Praxedis. În 1090 Henric a acordat un privilegiu evreilor din Speyer și în jurul aceluiași an a emis un prim privilegiu pentru evreii din Worms pe care îi plasa sub protecție regală împotriva pogromului, reglementând în același timp drepturile acestora în relațiile cu locuitorii creștini.
Totuși, adversarii lui Henric din nordul și sudul Italiei s-au unit în 1090 și situația s-a deteriorat. Papa Urban al II-lea (un mare pragmatist între papii reformatori) a reușit să se impună împotriva lui Clemens al III-lea. Sub conducerea lui Urban al II-lea Biserica a făcut importante progrese. În 1089 papa Urban mediase căsătoria dintre Matilda de Toscana, în vârstă de 43 de ani, și Welf al II-lea de Bavaria, în vârstă de 18 ani, care a avut ca rezultat o alianță anti-saliană a forțelor de la nord și de la sud de Alpi. Noua constelație a forțelor din regiune l-a determinat pe Henric să întreprindă în 1090 a treia campanie în Italia. Trupele sale s-au dovedit superioare trupelor Matildei și ale vasalilor ei. În sfera de putere a Matildei (Lucca, Pisa, Mantua) Henric a promovat clasa de mijloc. El le-a promis familiilor de negustori bogați funcții în orașele lor. După un asediu de mai bine de un an, Henric a cucerit Mantua și a sărbătorit acolo Paștele în 1091. Totuși, în 1092 Henric a fost învins la Canossa (teritoriul Matildei) după care au urmat alte insuccese. Câteva orașe din nordul Italiei au trecut de partea papalității.
În primăvara anului 1093 această partidă orientată împotriva lui Henric, l-a convins pe Conrad să se distanțeze de tatăl său. Câteva luni mai târziu papa Urban al II-lea s-a întors la Roma. În anul următor Praxedis, cea de-a doua soție a lui Henric, s-a alăturat partidei italiene oponente soțului ei. Conrad a fost încoronat rege al Italiei la Milano în 1093 și l-a contactat pe papa Urban al II- lea, care i-a promis să-l încoroneze. Papa Urban a mediat căsătoria lui Conrad cu Constanța de Sicilia, o fiică a contelui normand Roger I, aliatul papalității. Cu toate acestea, partea Italiei care se alăturase lui Conrad a rămas fără importanță pentru nordul imperiului. La Conciliul de la Piacenza din martie 1095, Henric a fost din nou excomunicat ca urmare a acuzațiilor aduse de soția sa, Praxedis.
Henric a rămas în nordul Italiei până în 1096 trecătorile alpine fiind blocate de ducii Welf al Bavariei, Berthold de Zähringen și de episcopul Gebhard de Konstanz. Din anul 1094 nu a mai supravietuit nici un document emis de Henric. În această perioadă s-a format o ligă lombardă de orașe între Milano, Cremona, Lodi și Piacenza, care s-a alăturat coaliției anti-saliene din Toscana. Henric a primit sprijin doar de la Aquileia și Veneția. Venețienii au primit privilegii comerciale de amploare pentru sprijinul dat lui Henric. Între timp, papa Urban aflat în sudul Franței, a reușit să inițieze Prima Cruciadă.
Între timp, ideile reformei inițiate de papa Grigore al VII-lea au continuat să se răspândească în tot imperiul. Ideea de reformă s-a răspândit în rândul nobilimii și a condus la o strânsă legătură între opoziția nobiliară și mișcarea reformartoare a Bisericii, în special în Suabia și Saxonia. Însă majoritatea mănăstirilor au luat o atitudine neutră în conflictele lui Henric cu papalitatea reformatoare și principii opozanți. Ei nici nu au renunțat să fie loiali regelui și nici nu au căutat contactul cu papalitatea reformatoare și adepții săi.
Sfârșitul brusc al căsătoriei dintre Welf al II-lea și Matilda de Toscana în 1095 a deschis noi oportunități pentru Henric. El a ajuns la un acord cu Welfii și în 1096 i-a recunoscut din nou lui Welf al IV-lea titlul de Duce al Bavariei. Probabil Welfii au primit asigurarea că vor beneficia de dreptul de a moșteni Ducatul de Bavaria. Henric a ajuns și la un acord cu familia de Zähringer în 1098: lui Frederic de Hohenstaufen i s-a permis să păstreze ducatul, iar Zähringer a păstrat titlul de duce și posesiunile la care s-a adăugat orașul Zürich. Ca urmare, exista Ducatul de Suabia și un „Duce de Zähringen”. Compromisul cu partida oponenților a creat posibilitatea întoarcerii lui Henric din Italia în teritoriile germane.
Puterea împăratului părea să se fi consolidat în anii care au urmat. Când Henric a sărbătorit Rusaliile la Regensburg după întoarcerea sa din Italia, au participat mulți principi imperiali laici și spirituali. Adunările curții au fost, de asemenea, foarte frecventate, iar alegerea episcopilor s-a făcut aproape întotdeauna fără obiecții, conform intereselor împăratului. Henric a luat măsuri împotriva arhiepiscopului Ruthard de Mainz pentru că nu a acordat evreilor suficientă protecție împotriva pogromului de la începutul Primei cruciade. Ruthard s-a retras în Turingia și a încercat să organizeze opoziția împotriva regelui. În 1098 la Conciliul de la Mainz, Henric i-a convins pe principi să fie de acord cu dezmoștenirea fiului său, Conrad. Lui Conrad i-a fost retras dreptul de a moșteni tronul imperial care a fost acordat lui Henric, fiul mai mic al împăratului (viitorul Henric al V-lea, născut în 1086). Acesta a fost încoronat ca rege romano-german la Aachen în ianuarie 1099. El a jurat că nu va lua cu forța regatul sau posesiunile tatălui său atâta timp cât era în viață. Pe 29 iulie 1099 papa Urban al II-lea a murit la Roma, iar reformatorii Bisericii l-au ales ca succesor pe Pascal al II-lea. Antipapa Clemens al III-lea murit pe 8 septembrie 1100. Începând de atunci, învestitura a constituit esența conflictului dintre împărat și papă. În anii care au urmat, Pascal al II-lea a încercat să-i câștige de partea sa pe principii germani.

### Destituirea lui Henric

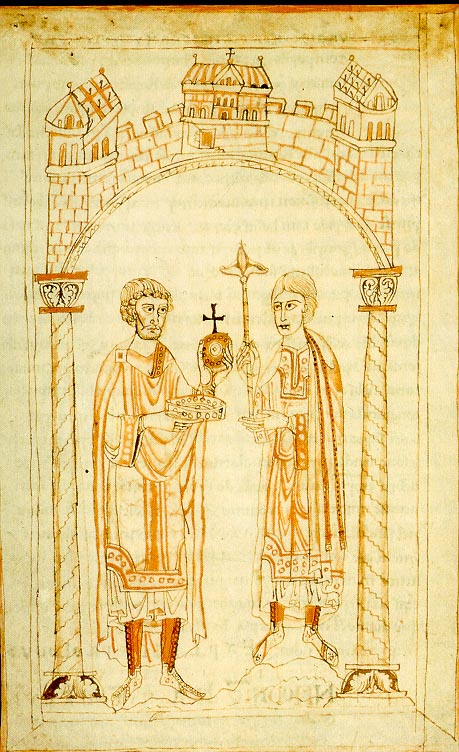
Henric al IV-lea (stâga) predând puterea fiului său, Henric al V-lea - tânărul Henric stă pe o ridicătură de pământ pentru a fi la egalitate cu tatăl său; el preia însemnele imperiale și astfel domnia; reprezentarea este menită să dea impresia că puterea a trecut pașnic de la Henric al IV-lea la fiul său, Henric al V-lea (Cronica lui Ekkehard von Aura, c. 1106, Berlin, Biblioteca de Stat, dna lat. fol. 295, fol. 99r)

Odată cu moartea timpurie a fiului cel mare, Conrad, pe 27 iulie 1101, dispăruse pericolul unui conflict între frați privind succesiunea la tron. Istoricul Stefan Weinfurter susține că motivul pentru care Henric s-a îndepărtat de tatăl său și a călcat jurământul de credință avea legătură faptul că nobilimea orientată spre reformă, revendicase între timp responsabilitatea imperiului. Henric s-a simțit obligat să acționeze pentru a asigura familiei sale păstrarea tronului regal. Nobilimea bavareză îl avertizase referitor la pericolul de a pierde puterea dacă așteapta până la moartea tatălui său pentru a urca pe tron. Stefan Weinfurter presupune că un alt motiv pentru răzvrătirea fiului a fost faptul că se temea pentru mântuirea sufletului său. Henric al V-lea intrase într-o „comunitate a mântuirii” împreună cu alți tineri nobili, dar aceasta a dispărut la câțiva ani după el a preluat puterea. Potrivit istoricului Gerd Althoff, evenimentele din Regensburg au fost cruciale pentru revoltă. Henric al IV-lea nu s-a împotrivit când funcționarii regali (ministeriales) și cetățenii l-au  ucis pe Sieghard de Burghausen în februarie 1104.
La Crăciunul anului 1104 Henric al V-lea în fruntea unui grup de tineri principi din Regensburg a decis să se răzvrătească împotriva bătrânului împărat. Din Bavaria, Henric a trimis soli papei Pascal, cerându-i sfaturi cu privire la jurământul făcut tatălui său pe care urma să-l încalce. Papa i-a cerut episcopului Gebhard de Konstanz să-i transmită binecuvântarea apostolică. El i-a promis lui Henric al V-lea iertarea păcatelor la Judecata de Apoi dacă va fi un rege drept și bun conducător al Bisericii. În 1105 au existat numeroase acțiuni fără succes. La sfârșitul lunii octombrie 1105 Henric al V-lea a reușit să ia în stăpânire orașul Speyer și să-l numească episcop pe unul dintre cei mai înverșunați adversari ai tatălui său. Astfel, împăratul a pierdut cel mai important susținător. În toamna anului 1105 tatăl și fiul și-au adunat trupele, dar simțul responsabilității a împiedicat o bătălie decisivă. Cei doi au început negocieri pentru a încheia pace. De Crăciun în 1105 a fost luată decizia de a soluționa disputa la o dietă în Mainz.
Henric al IV-lea l-a strâns la piept pe fiul său care era gata de pocăință și împăcare. Fiul i-a sugerat tatălui să se retragă în cetatea Böckelheim pentru a fi protejat, însă abia ajuns acolo a fost capturat. Gebhard, noul episcop de Speyer, care avea sarcina supravegherii împăratului, l-a determinat câteva zile mai târziu să renunțe la cârmuire și să predea însemnele imperiale. Problema controversată a modului de a-l detrona pe împărat fusese soluționată. Transferul puterii era acum posibil fără război și vărsare de sânge. Comportamentul fiului a fost descris de tată ca „trădare nerușinată (...) inumană și crudă împotriva tuturor drepturilor” și ca „înșelăciune și fraudă”.

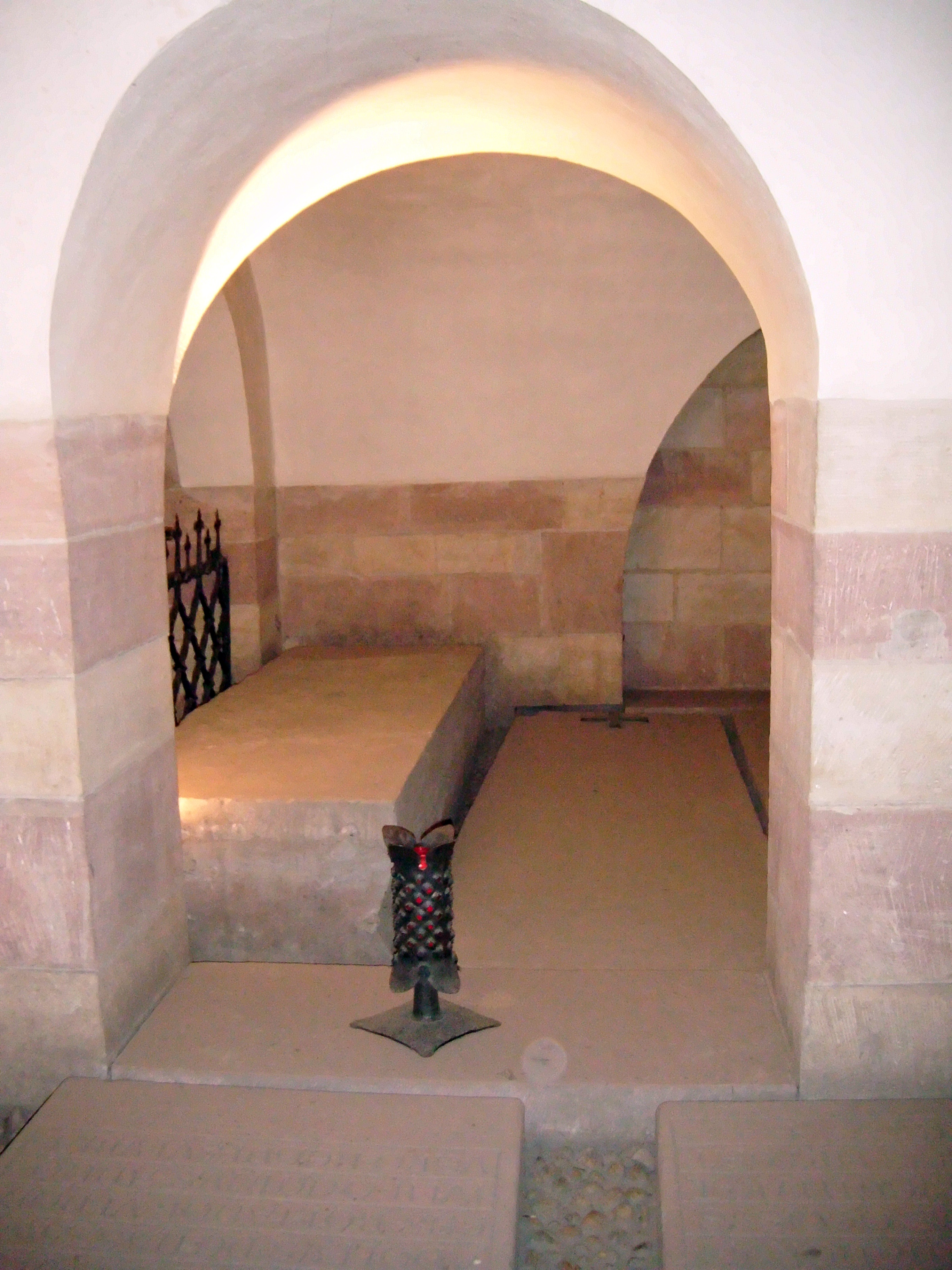
Mormintele împăraților Henric al III-lea (spate dreapta) și Henric al IV-lea (spate stânga) în Domul din Speyer

La o întâlnire a principilor la Ingelheim pe 31 decembrie 1105, Henric al IV-lea a renunțat la tron datorită presiunii la care a fost supus. Pe 5 ianuarie 1106 la Mainz principii l-au ales pe Henric al V-lea rege romano-german. Arhiepiscopul Ruthard de Mainz i-a dat însemnele imperiale și prin aceasta „legitimitatea deplină a asumării puterii de către Henric al V-lea a fost garantată în timpul vieții tatălui”.

### Sfârșitul lui Henric al IV-lea

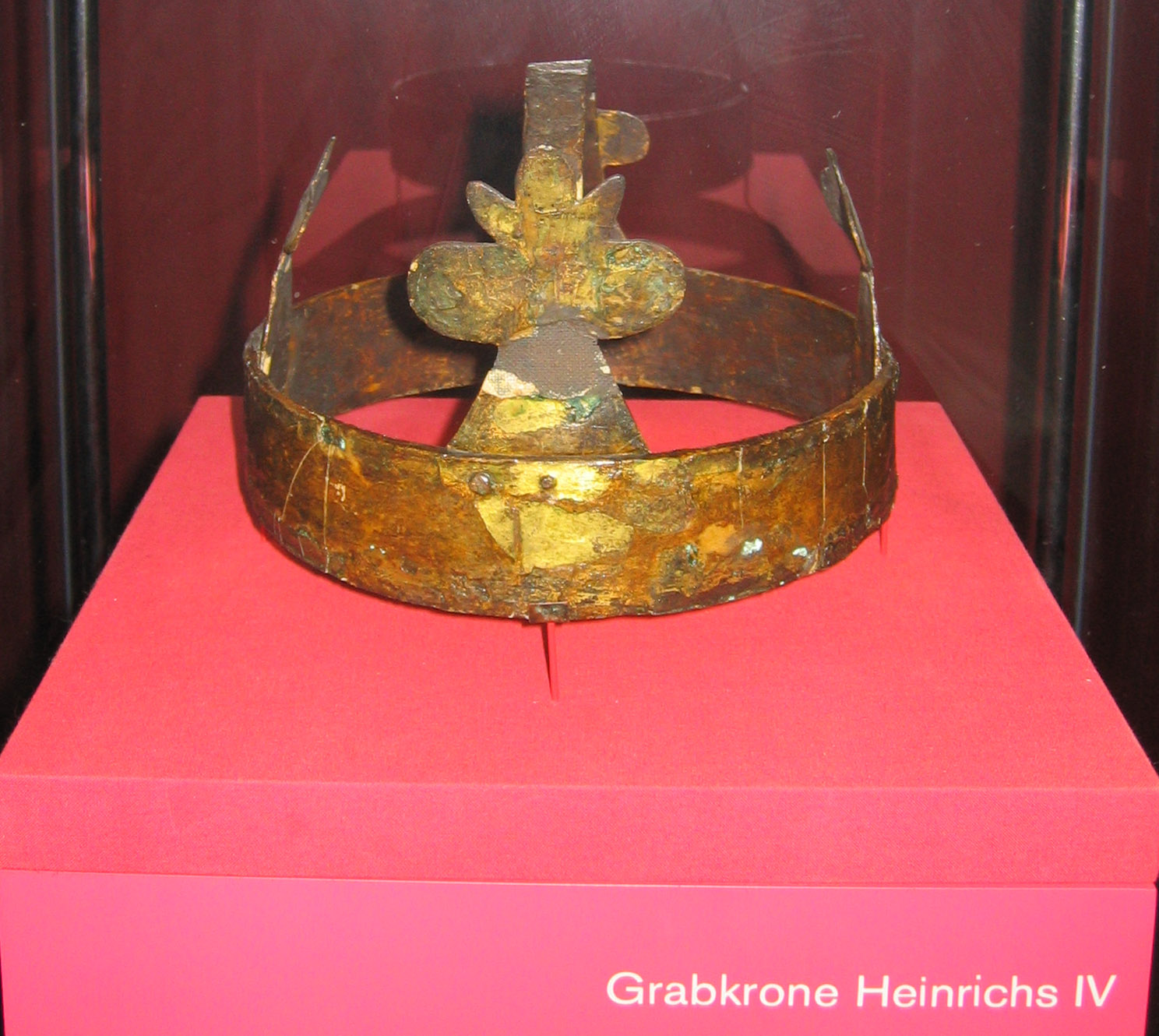
Coroana folosită la ceremoniile funerare ale lui Henric al IV-lea (trezoreria Domului din Speyer)

La sfârșitul lunii ianuarie sau începutul lunii februarie 1106, bătrânul Henric al IV-lea a reușit să evadeze din palatul imperial Ingelheim și să organizeze rezistența. În Joia Mare 1106 trupele lui Henric al V-lea au fost învinse lângă Visé, pe Meuse însă, după acest început promițător, Henric al IV-lea s-a îmbolnăvit și a murit pe 7 august 1106 la Liege. El a fost înmormântat cu onoruri în Catedrala Lambertus din Liege. Principii au obiectat deoarece excomunicarea fostului împărat nu fusese ridicată. El a fost înmormântat din nou într-o capelă încă nesfințită, înafara orașului (astăzi un district din Liège, Cornillon). Pe 24 august Henric al V-lea, ignorând decizia principilor, l-a înmormântat pe tatăl său în Liège și a plănuit înmormântarea sa în Domul din Speyer. Episcopul de Speyer, Gebhard a interzis înmormântarea și ceremoniile funerare. Ca urmare, împăratul și-a găsit temporar locul de odihnă într-o capelă nesfințită a domului, cunoscută mai târziu sub numele de Afrakapelle. Aceasta a dus la revolte în rândul populației din Speyer, iar Gebhard a trebuit să se retragă din oraș. Rămășițele lui Henric au fost transferate pe 7 august 1111 în cripta domului fiind înmormântat după ce fiul său a obținut de la papă ridicarea excomunicării.

## Căsătorii și descendenți
Henric al IV-lea s-a căsătorit în iulie 1066 la Trebur cu Berta de Savoia, o fiică a contelui Otto de Savoia și a soției sale, Adelaida de Susa, din familia Arduicinilor. Din această căsătorie au rezultat cinci copii:
- Adelaida (n. 1070);
- Henric (n. 1071);
- Agnes de Waiblingen (n.c. 1072/1075 – d. 1143), căsătorită cu ducele Frederic I de Suabia (între 1089 și 1105) și apoi cu margraful Leopold al III-lea (între 1106 și 1136);
- Conrad (al III-lea) (n. 1074 – d. 1101), rege romano-german și rege al Italiei;
- Henric al V-lea (n. 1086 – d. 1125), rege și împărat al Sfântului Imperiu Roman.[93]

După moartea primei soții în 1087, Henric al IV-lea s-a căsătorit din nou pe 14 august 1089 la Köln cu Praxedis, fiica marelui duce Vsevolod I al Kievului. Din această căsătorie nu au rezultat copii.